# Olha Bojczenko
Olha Wołodymyriwna Bojczenko, ukr. Ольга Володимирівна Бойченко (ur. 6 stycznia 1989) – ukraińska piłkarka grająca na pozycji napastnika w SeaSters Odessa.

## Kariera klubowa
W 2005 rozpoczęła karierę w klubie Jużanka Chersoń. W 2008 przeniosła się do czernihowskiej Legendy. W 2010 wyjechała do Rosji, gdzie podpisała kontrakt z klubem Zwiezda-2005 Perm. W 2012 wróciła do Ukrainy, gdzie została zawodniczką Naftochimika Kałusz. Po roku znów wyjechała do Rosji, gdzie potem broniła barw klubów Zwiezda-2005 Perm, Rossijanka Krasnoarmiejsk i Riazań-WDW Riazań. W 2020 została zaproszona do Żytłobud-1 Charków. W 2022 po inwazji Rosji na Ukrainę wyjechała znów za granicę, gdzie została zawodniczką ormiańskiego Hayasa Erywań, ale latem wróciła do Ukrainy, zasilając skład Krywbasu Krzywy Róg. Latem 2023 została zawodniczką nowo utworzonego klubu SeaSters Odessa.

## Kariera reprezentacyjna
28 maja 2008 zadebiutowała w reprezentacji Ukrainy w meczu przeciwko Szkocji. Uczestniczka Mistrzostw Europy w Piłce Nożnej Kobiet 2009.

## Sukcesy
Łehenda-SzWSM Czernihów
- mistrz Ukrainy (2): 2009, 2010
- wicemistrz Ukrainy (1): 2008
- zdobywca Pucharu Ukrainy (1): 2009
- finalista Pucharu Ukrainy (2): 2008, 2010

Zwiezda-2005 Perm
- mistrz mistrzostw Rosji (1): 2014
- wicemistrz Rosji (1): 2013
- zdobywca Pucharu Rosji (1): 2013

Riazań-WDW Riazań
- wicemistrz Rosji (1): 2017

Żytłobud-1 Charków
- mistrz Ukrainy (1): 2020/21
- finalista Pucharu Ukrainy (1): 2020/21

Hayasa Erywań
- mistrz mistrzostw Armenii (1): 2022

SeaSters Odessa
- mistrz Pierwszej ligi Ukrainy (1): 2023/24